# Жакунда (приток Пары)
Жакунда (порт. Jacundá) — река в Бразилии в штате Пара.
Река начинается в тропических лесах западнее города Байан, и течёт на север, отклоняясь к западу, в итоге впадая в бухту Бохас на реке Пара. Длина — 340 км.